# Michalok
Michalok – wieś (obec) na Słowacji położona w kraju preszowskim, w powiecie Vranov nad Topľou. Pierwsze wzmianki o miejscowości pochodzą z 1363 roku.
Według danych z dnia 31 grudnia 2012 roku, wieś zamieszkiwało 306 osób, w tym 131 kobiet i 175 mężczyzn.
W 2001 roku pod względem narodowości i przynależności etnicznej 99,71% mieszkańców stanowili Słowacy, a 0,29% Czesi.
Ze względu na wyznawaną religię struktura mieszkańców kształtowała się w 2001 roku następująco:
- Katolicy rzymscy – 62,28%
- Grekokatolicy – 2,92%
- Ewangelicy – 34,8%